# Grace
Grace — єдиний повноцінний студійний альбом американського виконавця  Джефа Баклі, випущений у кінці серпня 1994 року лейблом «Columbia Records». Цей запис не має великих комерційних досягнень, але попри це, він не оминув уваги з боку музичної преси, та навіть потрапляв у символічні рейтинги найкращих альбомів 90-х років.
24 серпня 2004-го року, до  десятирічного ювілея, була видана розширена версія альбому - «Legacy Edition», яка містила додатковий компакт-диск з раритетними записами, та DVD з кліпами і документальним матеріалом.

## Продаж
У США альбом продавався дуже повільно, він посів лише #149 місце у чарті Billboard. На сьогодні цей запис має "золотий" сертифікат (500.000 копій) від американської асоціації компаній звукозапису.
Найбільшого успіху Grace отримав у Австралії. Альбом одразу посів шосте місце місцевого чарту. На сьогодні запис отримав шість "платинових" дисків від ARIA.
Також платиновими дисками цей запис відмічено у Франції та Європі.
Загалом у світі було продано два мільойни копій альбому.

## Композиції
1. Mojo Pin (Джеф Баклі, Гарі Лукас) – 5:42
2. Grace (Джеф Баклі/Гарі Лукас) – 5:22
3. Last Goodbye – 4:35
4. Lilac Wine (Джеймс Шелтон) – 4:32
5. So Real (Джеф Баклі/Майкл Тай) – 4:43
6. Hallelujah (Леонард Коен, арр. Джеф Баклі) – 6:53
7. Lover, You Should've Come Over – 6:43
8. Corpus Christi Carol (Бенджамін Бріттен) – 2:56
9. Eternal Life – 4:52
10. Dream Brother (Баклі/Грондаль/Джонсон) – 5:26

## Музиканти
- Джеф Баклі – продюсер, вокал, гітара, орган, гармоніка, табла

Запрошені музиканти
- Мік Грондаль – бас-гітара
- Майкл Тай – гітара
- Метт Джонсон – перкусія, барабани, вібрафон (трек 10)
- Гарі Лукас – "Magical Guitarness" (tracks 1, 2)
- Karl Berger – аранжування струнних
- Лоріс Холланд – орган (трек 7)
- Misha Masud – табла (трек 10)

Технічний персонал
- Енді Уоллес – продюсер, звукоінженер, мікс
- Стів Берковіц – виконавчий продюсер
- Clif Norrell – інженер
- Chris Laidlaw – асистент інженера
- Bryant W. Jackson – асистент інженера
- Steve Sisco – асистент інженера
- Howie Weinberg – мастеринг
- Christopher Austopchuk – арт-концепція, дизайн
- Nicky Lindeman – дизайнер
- Jennifer Cohen – асистент дизайнерів
- Merri Cyr – фото
- David Gahr – фото

## Показники у чартах

### Альбом
| Чарт            | Місце |
| --------------- | ----- |
| США             | 149   |
| Австралія       | 9     |
| Бельгія         | 39    |
| Франція         | 47    |
| Нідерланди      | 84    |
| Швеція          | 38    |
| Велика Британія | 42    |

### Сингли
| Рік  | Сингл          | Чарт                 | Місце |
| ---- | -------------- | -------------------- | ----- |
| 1995 | "Last Goodbye" | Modern Rock Tracks   | 19    |
| 1995 | "Last Goodbye" | UK Singles Chart     | 54    |
| 2008 | "Hallelujah"   | US Hot Digital Songs | 1     |
| 2008 | "Hallelujah"   | UK Singles Chart     | 2     |

## Виноски
1. ↑  Erlewine, Stephen Thomas. Review: Grace - Jeff Buckley. Macrovision Corporation. Процитовано 14 серпня 2009.
2. ↑  Review: Jeff Buckley: Grace. DrownedinSound.com. 24 квітня 2001. Архів оригіналу за 9 липня 2013. Процитовано 14 серпня 2009. [Архівовано 2012-10-04 у Wayback Machine.]
3. ↑  Cranna, Ian. Review: Jeff Buckley, Grace. Q. EMAP Metro Ltd (Q96, September 1994): 98.
4. ↑  Christgau, Robert. Review: Grace (Columbia, 1994). Архів оригіналу за 9 липня 2013. Процитовано 14 серпня 2009.
5. ↑  WALSH, BARRY (3 серпня 2005). Review: Jeff Buckley: Grace. Slant Magazine. Архів оригіналу за 25 серпня 2010. Процитовано 20 липня 2010.
6. ↑  Hartwig, Andrew (14 січня 2005). Review: Jeff Buckley, Grace. Sputnikmusic. Архів оригіналу за 9 липня 2013. Процитовано 14 серпня 2009.
7. ↑  Sullivan, Caroline. Review: Jeff Buckley: Grace (Columbia 475928 2). Friday Review. Guardian Media Group (September 2, 1994): 10.
8. ↑  US certificates: searchable database. RIAA. Архів оригіналу за 22 червня 2013. Процитовано 5 лютого 2010.
9. ↑  ARIA certificates: 2004. ARIA. Архів оригіналу за 21 червня 2013. Процитовано 5 лютого 2010.
10. ↑  French 'Double Or' certificates: 2000. disqueenfrance.com. Архів оригіналу за 9 липня 2013. Процитовано 5 лютого 2010.
11. ↑  EU certificates: 2003. IFPI. Архів оригіналу за 9 липня 2013. Процитовано 5 лютого 2010. [Архівовано 2007-10-19 у Wayback Machine.]
12. ↑  US: Albums. allmusic.com. Процитовано 28 грудня 2008.
13. ↑  Australia: Albums. australian-charts.com. Архів оригіналу за 9 липня 2013. Процитовано 28 грудня 2008.
14. ↑  Belgium: Albums. www.ultratop.be. Архів оригіналу за 9 липня 2013. Процитовано 28 грудня 2008.
15. ↑  France: Albums. lescharts.com. Архів оригіналу за 9 липня 2013. Процитовано 28 грудня 2008.
16. ↑  Netherlands: Albums. dutchcharts.nl. Архів оригіналу за 9 липня 2013. Процитовано 28 грудня 2008.
17. ↑  Norway: Albums. norwegiancharts.com. Архів оригіналу за 9 липня 2013. Процитовано 28 грудня 2008.
18. ↑  UK Chartlog. zobbel.de. Архів оригіналу за 9 липня 2013. Процитовано 28 грудня 2008.